# G20-Gipfel in Brisbane 2014
Der G20-Gipfel in Brisbane 2014 war das neunte Jahrestreffen der Staats- und Regierungschefs der Gruppe der zwanzig wichtigsten Industrie- und Schwellenländer (G20). Die Veranstaltung fand vom 15. bis 16. November 2014 in Brisbane, der Hauptstadt des australischen Bundesstaats Queensland, statt. Austragungsort war das Brisbane Convention & Exhibition Centre in South Brisbane. Das Treffen wurde begleitet von dem größten Polizeieinsatz in Australien zu Friedenszeiten.
Am 1. Dezember 2013 wurde Brisbane die offizielle Gastgeberstadt für die G20. Bis zu 4000 Delegierte wurden seinerzeit erwartet, dazu zirka 2500 Medienvertreter. Zu diesem Gipfeltreffen wurden auch die Staats- und Regierungschefs von Mauretanien, Myanmar, Neuseeland, Senegal, Singapur und Spanien eingeladen.

## Tagesordnung
Die europäischen Staats- und Regierungschefs brachten ihren Wunsch zum Ausdruck, den Aufschwung zu unterstützen, während sich die Weltwirtschaft nach der Finanzkrise von 2007–08 erholte. Der Präsident der Europäischen Kommission, José Manuel Barroso, und der Präsident des Europäischen Rates, Herman Van Rompuy, betonten die Bedeutung koordinierter Wachstumsstrategien sowie des Abschlusses von Vereinbarungen über grundlegende Finanzreformen und Maßnahmen in den Bereichen Steuern und Korruptionsbekämpfung.
Der Professor für internationales Finanzrecht an der University of New South Wales, Ross Buckley, schlug vor, dass der Gipfel die Umsetzung bestehender Strategien hätte betonen sollen, anstatt eine Einigung auf Reformen anzustreben.
Der australische Premierminister Tony Abbott erklärte, er wolle nicht, dass die Tagesordnung mit Themen „vollgestopft“ werde, die vom Wirtschaftswachstum ablenken würden. Beamte der Europäischen Union und der Vereinigten Staaten von Amerika sollen mit dieser Entscheidung unzufrieden gewesen sein. Bei jedem der vorangegangenen Gipfeltreffen stand der Klimawandel auf der Tagesordnung.
Mike Callaghan, der Direktor des G20-Studienzentrums am Lowy Institute for International Policy, erklärte, dass sich das G20-Treffen, wenn es signifikante Ergebnisse erzielen sollte, auf die Erhöhung der Infrastrukturausgaben, die multilateralen Handelssysteme und die Bekämpfung von Basiserosion und Gewinnverschiebungen konzentrieren sollte. Die Diskussion über Steuervermeidung war durch die Offenlegung vertraulicher Steuerabkommen zwischen mehr als 340 multinationalen Unternehmen und Luxemburg angeheizt worden (siehe auch Luxemburg-Leaks).

## Vorbereitungen
Beim G20-Gipfel in Cannes 2011 wurde die damalige australische Premierministerin Julia Gillard gefragt, ob ihr Land Gastgeber für den Gipfel 2014 sein möchte. Brisbane wurde Sydney vorgezogen, weil die Stadt besser geeignet sei, um für einen erheblichen Anstieg des Flugverkehrs gerüstet zu sein, und weil das Sydney Convention and Exhibition Centre zu diesem Zeitpunkt Renovierungsarbeiten durchführte. Das Legislative Assembly of Queensland verabschiedete am 29. Oktober 2013 den G20 (Safety and Security) Act 2013.
Die Veranstaltung beinhaltete eine komplexe Sicherheitsoperation. Die Organisatoren mussten sicherstellen, dass angemessene Sicherheitsvorkehrungen zum Schutz der Besucher getroffen wurden, während gleichzeitig die Störungen für die Bewohner und Unternehmen der Innenstadt so gering wie möglich gehalten wurden. Etwa 6.000 Polizisten aus Queensland, Australien und Neuseeland sorgten für die Sicherheit bei der Veranstaltung, und mehr als 600 Freiwillige halfen beim Gipfel mit.
Die Straßen zwischen dem zentralen Geschäftsviertel und dem Flughafen von Brisbane wurden vorübergehend gesperrt. Rund 1.500 Sicherheitsspezialisten, darunter auch zwischenstaatliches und ausländisches Personal, sowie Tausende von Polizisten aus Queensland patrouillierten. Der öffentliche Nahverkehr wurde im zentralen Geschäftsbezirk und den umliegenden Vorstädten reduziert. Ein Flügel in einem großen Krankenhaus in Brisbane war während des Gipfels ausschließlich den Staats- und Regierungschefs der Welt vorbehalten.
Für die Kommunikation zur öffentlichen Sicherheit während des Gipfels war ein sicheres, drahtloses Regierungsnetzwerk erforderlich. Telstra richtete das Netzwerk vor der Veranstaltung in Brisbane in Gold Coast und Cairns ein und baute es später im Südosten von Queensland weiter aus.
Die australische Regierung mietete speziell für den Gipfel 16 bombensichere Limousinen der Mercedes-Benz S-Klasse und Mercedes-Benz S-Guard für 1,8 Millionen Australische Dollar. Einige Staatsoberhäupter der Welt, darunter Barack Obama und Wladimir Putin, planten jedoch, ihre eigenen Fahrzeuge mitzubringen.
800 Personen nahmen an einer Sicherheitsübung teil, bei der am 6. Oktober 2014 über 10 Stunden lang Antworten auf Sicherheitsfragen, die Bewältigung von Menschenansammlungen und den Transport getestet wurden. Es kamen Schauspieler zum Einsatz, die die Delegierten darstellten, wobei ein nachgeahmtes Staatsoberhaupt von einer Boeing 737-800 der Qantas Airways am internationalen Flughafen von Brisbane in einen Konvoi von 13 Fahrzeugen, bestehend aus Polizeimotorrädern, Polizeiautos, Limousinen, Lieferwagen, einem SUV und einer Ute, eintraf, der vom Flughafen zu einem Hotel in Brisbane fuhr.
Die Kosten für die Veranstaltung wurden auf rund 400 Millionen Australische Dollar geschätzt.

## Assoziierte Treffen
Die Finanzminister und Zentralbankgouverneure der G20 trafen 2014 mehrmals zusammen. Sydney war Gastgeber eines Treffens am 21. und 23. Februar 2014, gefolgt von einem Treffen in Cairns, Queensland, im September 2014. Bei dem Treffen im September vereinbarten die Teilnehmerländer, automatisch Steuerinformationen auszutauschen, um Steuerhinterziehung zu erschweren. Canberra war Gastgeber eines Treffens für die Finanz- und Zentralbankabgeordneten der G20 im Jahr 2014. Der Youth-20-Gipfel war die offizielle Jugendveranstaltung der G20, die im Juli 2014 in Sydney stattfand. Im Juli wurde in Sydney ein Treffen der G20-Handelsminister durchgeführt, und im September fand in Melbourne das jährliche Treffen der G20-Arbeits- und Arbeitsminister statt. Im Laufe des Jahres gab es Treffen von Beamten auf Beamtenebene, um die Ministertreffen vorzubereiten.

## Sicherheitsmaßnahmen

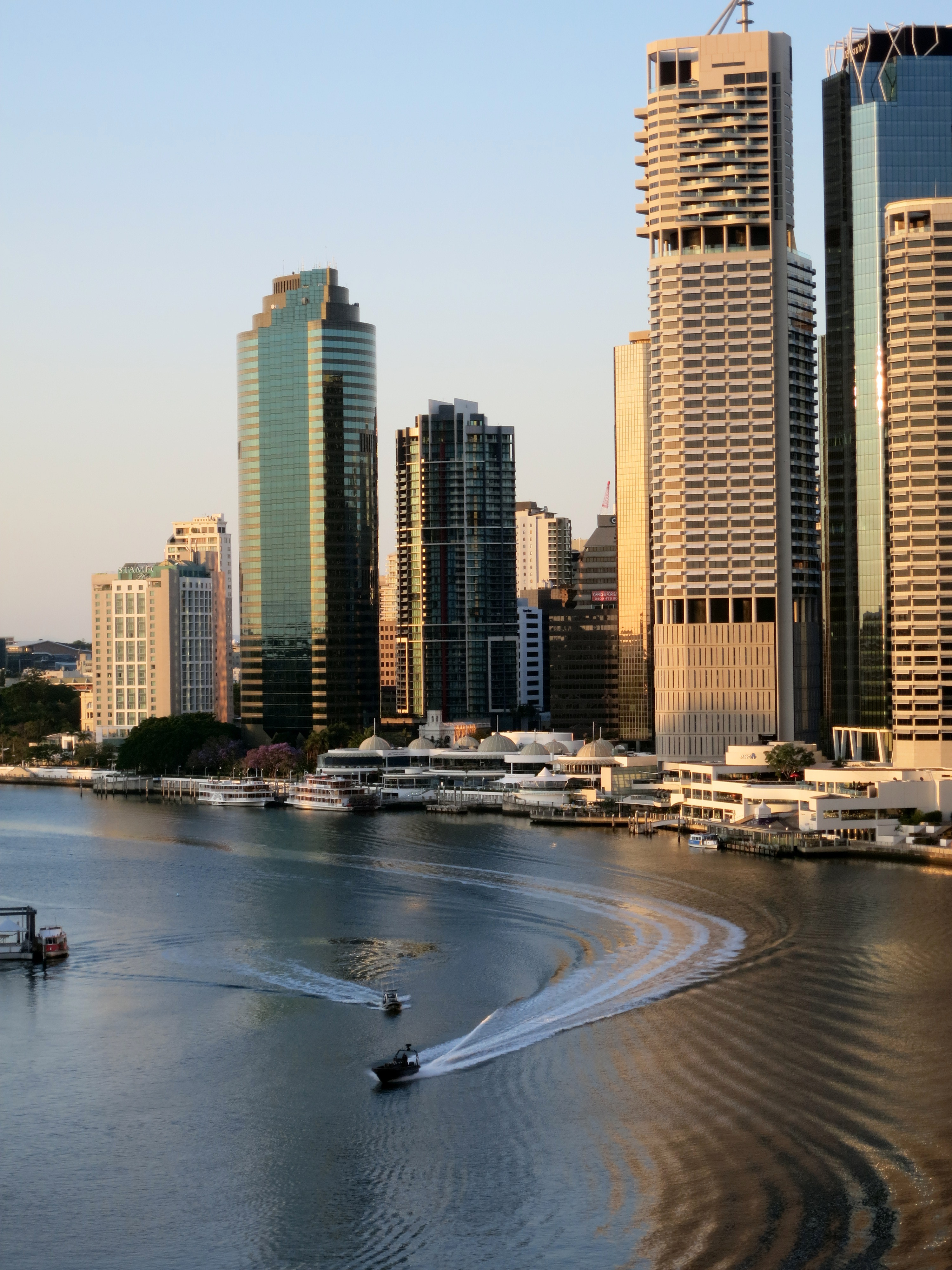
Polizeiboote patrouillieren am Tag vor dem Gipfel auf dem Brisbane River

Ab 8. November 2014 gab es mehrere Sperrgebiete, die eingezäunt und von der Polizei bewacht wurden. Die Bewegungsfreiheit für normale Bürger wurde eingeschränkt. Gemäß der G20 (Safety and Security) Regulation 2014 und Artikel 12 des G20 (Safety and Security) Act 2013, mussten Bewohner dieser Gebiete eine Sicherheitsfreigabe durchführen lassen, und ihr Auto musste einen Sicherheitspass erhalten. Bewohner, die keine Sicherheitsfreigabe erhielten, wurden gezwungen, das Gebiet zu verlassen, bekamen jedoch Unterbringungskosten bezahlt.
Durch die G20-Gesetzgebung wurden wichtige bürgerliche Freiheiten ausgesetzt: Die Polizei erhielt das absolute Recht auf Festnahme ohne Haftbefehl, zusätzlich zum Gesetz über Polizeibefugnisse aus dem Jahr 2000, Personen ohne Anklage in Haft zu nehmen, die Gerichte dazu zu veranlassen, festgenommenen Personen keine Kaution zu gewähren und umfangreiche Durchsuchungen der Person ohne Haftbefehl durchzuführen. Die Beamten hatten die Unterstützung erhöhter Strafen, wenn rechtmäßige Anweisungen nicht befolgt werden sollten. Der Peaceful Assembly Act von 1992 wurde während des G20-Treffens ausgesetzt. Die Größe der Plakate wurde streng geregelt, ebenso die Erlaubnis zu protestieren und der Ort der Proteste. Rechtsbeobachter waren im Einsatz, um den Einsatz von Polizeigewalt während dieser Zeit zu beobachten. Aufgrund der Gesetzgebung waren hohe Geldstrafen einklagbar. Die meisten Verstöße waren zwischen 50 und 100 Strafeinheiten Geldstrafe wert. Eine Strafeinheit betrug 110 australische Dollar.

## Anwesenheit
Dieses Treffen war das erste Mal, dass ein argentinischer Präsident nicht anwesend sein konnte; Cristina Fernández de Kirchner war krank, und so wurde sie von Wirtschaftsminister Axel Kicillof vertreten.

## Fragen, die Russland betrafen
Sowohl in Australien als auch anderswo waren die Meinungen geteilt, ob der russische Präsident Wladimir Putin hätte am G20-Gipfel teilnehmen dürfen, nachdem Russland auf den Abschuss des Fluges 17 der Malaysia Airlines sowie auf die pro-russischen Unruhen in der Ukraine im Jahr 2014 und die pro-russischen Aktionen in der Ukraine zu Beginn des Jahres reagiert hatte. Australiens Außenministerin Julie Bishop wandte sich an andere G20-Länder, um Putin von dem Treffen auszuschließen, und erklärte, dass diese Konsultation ergab, dass es nicht den notwendigen Konsens für einen Ausschluss Putins gebe.  Eine im Juli 2014 durchgeführte Umfrage ergab, dass 49 % der Australier der Meinung waren, Putin solle nicht teilnehmen dürfen. Im September wurde bestätigt, dass Putin teilnehmen würde, wobei Abbott erklärte, dass die G20 eine internationale Versammlung sei, die im Konsens arbeite – es sei nicht Australiens Recht, einzelnen Mitgliedern der G20 Ja oder Nein zu sagen.
Im November 2014 schickte Russland eine Flotte von Kriegsschiffen in internationale Gewässer vor der Küste Australiens, um Putins Besuch zu begleiten. Die Flotte bestand aus Varyag, Marschall Schaposchnikow, einem Bergungs- und Rettungsschlepper und einem Nachschub-Öltanker. Australien reagierte darauf mit der Entsendung von HMAS Stuart und HMAS Parramatta sowie eines P-3 Orion-Überwachungsflugzeugs, um die Russen zu überwachen. Obwohl Russland schon zuvor Kriegsschiffe zur Begleitung der Teilnahme des Präsidenten an internationalen Gipfeltreffen entsandt hatte, war dies aufgrund der Größe der Flotte und der fehlenden offiziellen Benachrichtigung des Gastlandes ein beispielloser Schritt.
Bei der privaten Klausurtagung der Staats- und Regierungschefs, die kurz vor der offiziellen Eröffnung des Gipfels stattfand, sagte der kanadische Premierminister Stephen Harper zum russischen Präsidenten Wladimir Putin: „Ich denke, ich werde Ihnen die Hand schütteln, aber ich habe Ihnen nur eines zu sagen: Sie müssen aus der Ukraine herauskommen.“ Der Vorfall ereignete sich, als Putin sich Harper und einer Gruppe von G20-Führern näherte und seine Hand nach Harper ausstreckte. Nachdem die Veranstaltung vorbei war, sagte ein Sprecher der russischen Delegation, Putins Antwort habe gelautet: „Das ist unmöglich, weil wir nicht da sind.“

## Teilnehmer
Zu den Teilnehmern zählten Vertreter der G20-Mitgliedstaaten und der Europäischen Union (EU).
Als Gäste wurden die Vertreter der Neuen Partnerschaft für Afrikas Entwicklung (Macky Sall), der Afrikanischen Union (Mohamed Ould Abdel Aziz) und des Verbandes für Südostasiatische Nationen (Thein Sein), der Ministerpräsident Spaniens (Mariano Rajoy), der Premierminister von Singapur (Lee Hsien Loong) und von Neuseeland (John Key).

## Ergebnisse
Im Anschluss an den Gipfel veröffentlichten die Staats- und Regierungschefs der G20 ein gemeinsames Kommuniqué, in dem sie die Punkte der Einigung zwischen ihnen zusammenfassten. Dieses konzentrierte sich auf wirtschaftliche Belange und hob Pläne zur Steigerung des globalen Wirtschaftswachstums, zur Schaffung von Arbeitsplätzen, zur Ausweitung des Handels und zur Verringerung der Armut hervor. In dem Kommuniqué wurde das Ziel formuliert, das Wirtschaftswachstum durch die auf dem Gipfel eingegangenen Verpflichtungen um weitere 2 % zu steigern und die Infrastrukturinvestitionen durch die Schaffung eines auf vier Jahre angelegten globalen Infrastruktur-Hubs zu erhöhen, der Regierung, Privatsektor, Entwicklungsbanken und interessierte internationale Organisationen miteinander verbindet.
Das Kommuniqué befasste sich auch mit der Stabilität globaler Systeme und erwähnte Maßnahmen zur Verringerung der Risiken in Finanzsystemen, zur Verbesserung der Stabilität von Banken, zur gerechteren Gestaltung internationaler Steuerregelungen, zur Verringerung der Korruption und zur Stärkung globaler Institutionen. Obwohl sich das Kommuniqué weitgehend auf wirtschaftliche Belange konzentrierte, wurden auch andere Themen wie Energieversorgung, Klimawandel und die Ebola-Virusepidemie in Westafrika diskutiert.